# Gabriel Torje
Gabriel Andrei Torje [gabrijel andrej torže] (* 22. listopadu 1989, Temešvár, Rumunsko) je rumunský fotbalový záložník a reprezentant, od roku 2016 hráč klubu Terek Groznyj. Hraje na pravém křídle.
V roce 2011 se stal v Rumunsku fotbalistou roku.

## Klubová kariéra
- FC Politehnica Timișoara (mládež)
- FC Politehnica Timișoara 2005–2008
- →  CFR Timișoara (hostování) 2006
- FC Dinamo București 2008–2011
- Udinese Calcio 2011–2016
- →  Granada CF (hostování) 2012–2013
- →  RCD Espanyol (hostování) 2013–2014
- →  Konyaspor (hostování) 2014–2015
- →  Osmanlıspor (hostování) 2015–2016
- Terek Groznyj 2016–

## Reprezentační kariéra
Gabriel Torje reprezentoval Rumunsko v mládežnických kategoriích U17 a U21.
V rumunském reprezentačním A-mužstvu debutoval 3. září 2010 v kvalifikačním zápase ve městě Piatra Neamţ proti Albánii (remíza 1:1).

Trenér rumunského národního týmu Anghel Iordănescu jej vzal na EURO 2016 ve Francii, kam Rumunsko postoupilo ze druhého místa kvalifikační skupiny F. Rumuni obsadili se ziskem jediného bodu poslední čtvrté místo v základní skupině A.

## Úspěchy

### Klubové
FC Dinamo București
- 1× vítěz Cupa României (2011/12)